# Église Saint-Rémi d'Écuelles
Pour les articles homonymes, voir Église Saint-Rémi et Église d'Écuelles.
L’église Saint-Rémi est une église catholique située à Écuelles, dans la commune de Moret-Loing-et-Orvanne, dans le département de Seine-et-Marne. Elle est dédiée à Remi de Reims. L'église est inscrite aux monuments historiques depuis 1926.

## Situation et accès
L'église se dresse sur la place de l'Église, sur un tertre surplombant la commune-déléguée d'Écuelles, en son centre. La façade avant s'aligne avec la rue Georges-Vilette depuis laquelle elle est visible. L'entrée se situe en face de l'allée centrale de la place.

## Histoire
On date le chœur de l'église au XIIIe siècle et la nef à la transition du XIIIe et du XIVe siècle. Le clocher et l'abside datent aussi du XIIIe siècle. La nef voûtée en pierre est du XVe siècle.
En 1840, le clocher est réduit d'environ deux mètres.
L'église, en partie détruite pendant la Révolution, n'est restaurée qu'en 1880. Cela a été rendu possible grâce aux dons des habitants.

## Structure

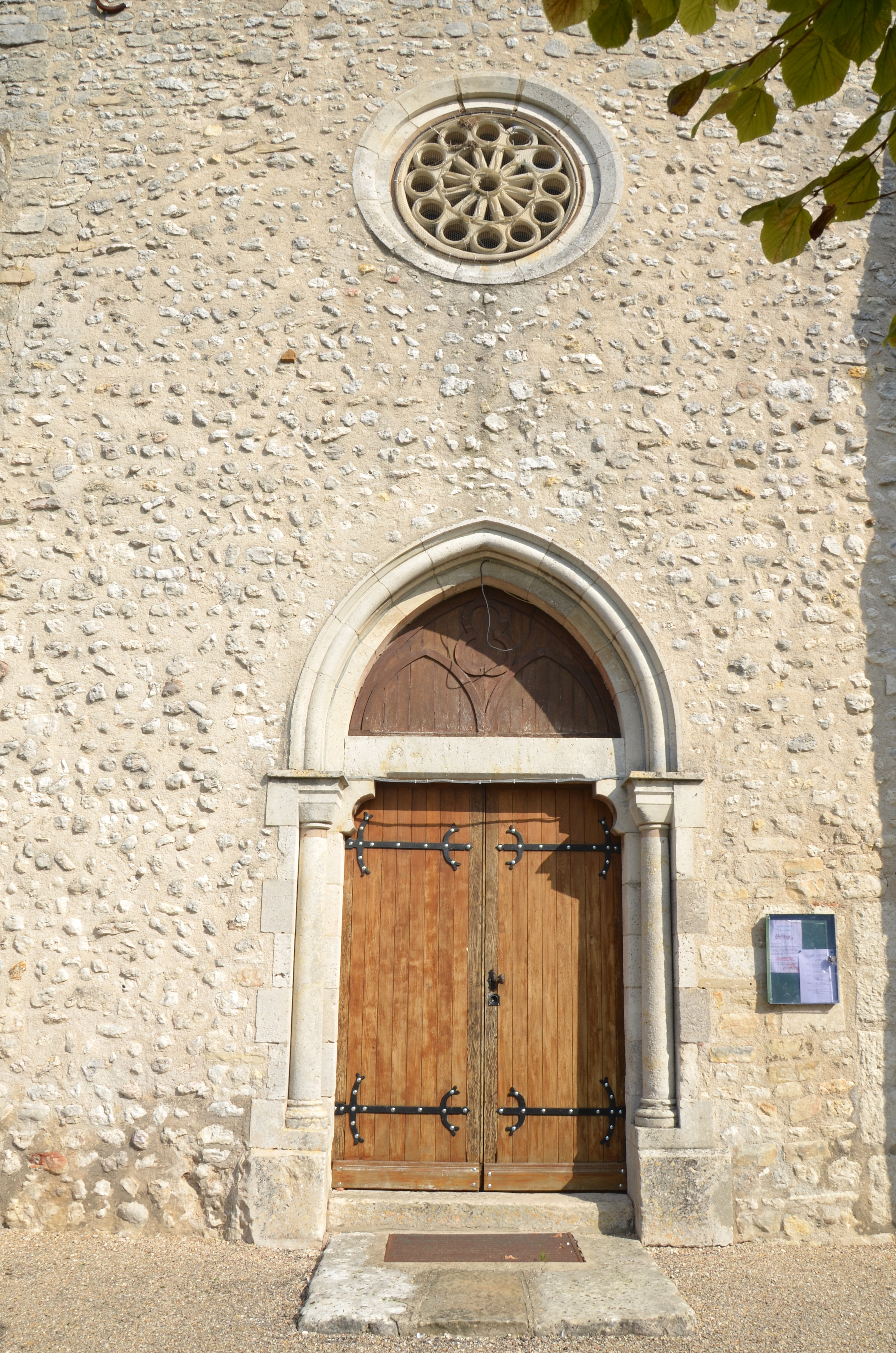
Portail d'entrée.

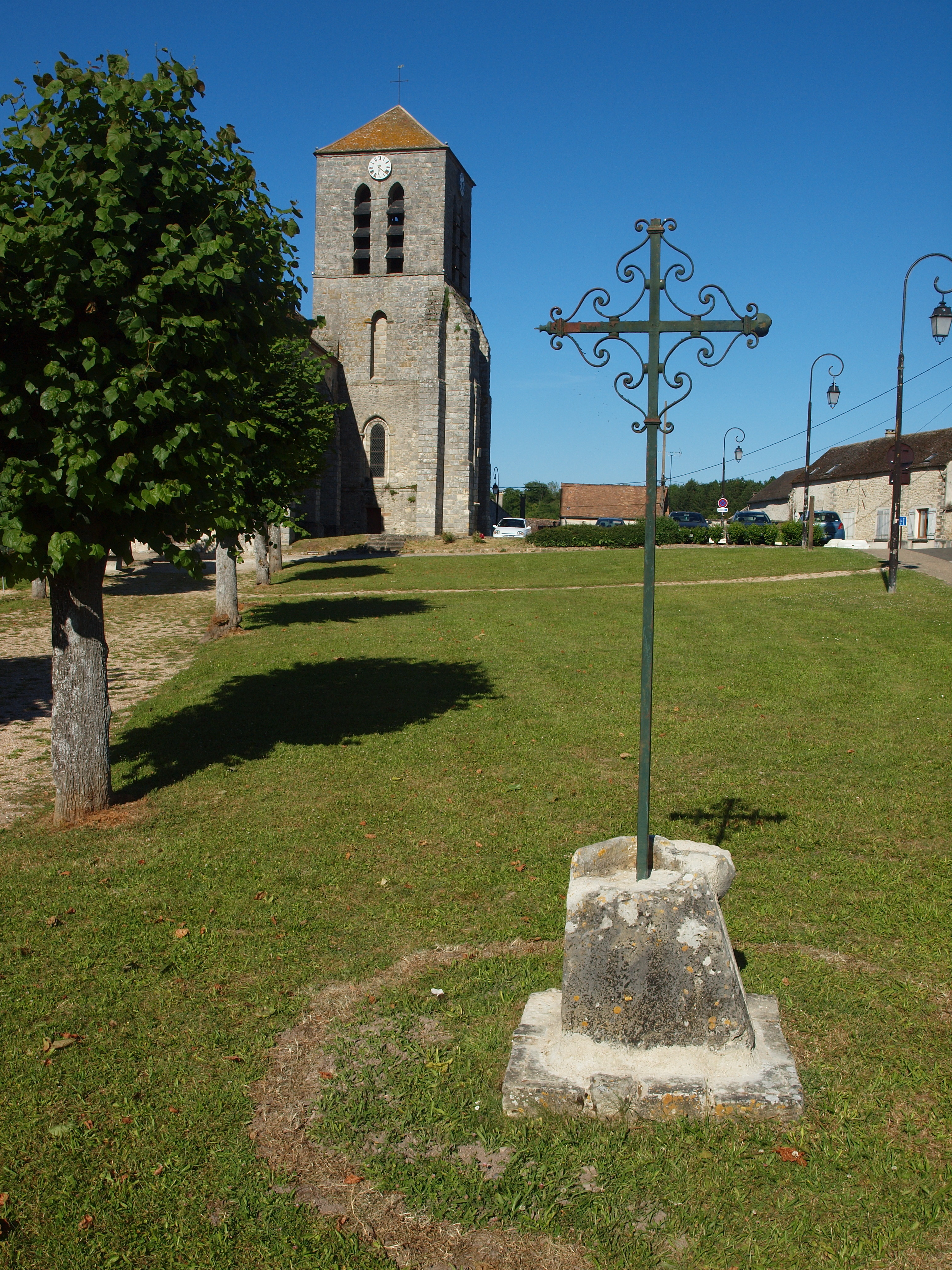
Croix de chemin précédant l'église.

### Typologie
L'église reprend un plan basilical à vaisseau unique convergeant vers un chevet droit. La nef subit un désaxement important vers le sud par rapport au chœur.

### Extérieur
La façade avant, orientée vers l'ouest, comporte une petit ouverture en rosace et est surmontée d'une croix.
Dix-sept contreforts qui se prolongent jusqu'au toit. Ils se répartissent en six paires aux angles, dont deux pour le clocher désaxé, trois sur la façade nord et deux sur la façade sud.
Le clocher est couvert d'une toiture en pavillon. De base carrée, son toit est de forme pyramidale surmonté d'une croix avec un coq. Chaque côté est doté d'une horloge.

### Intérieur
La nef, voûtée en pierre, est constituée de trois travées. Elle est à pendentifs avec dosserets ramifiés.
La nef est éclairée par des fenêtres sur ses deux premières travées. Une piscine à deux cuvettes est présente dans la paroi sud.
Le chœur, voûté à double tore, est constitué de deux travées. Ces dernières sont couvertes de voûtes en tiers-point. Les diagonaux et les doubleaux sont appuyés par des colonnettes à gorges, regroupés dans un groupe de trois et d'un dans les angles et reliés par des chapiteaux à crochets. Ces chapiteaux sont ornés de lys et d'acanthe.
Sous le clocher, sur la première travée côté sud, on distingue une chapelle.
L'abside est de forme carrée et est éclairée par un triplet. La sacristie était précédemment une chapelle. L'église ne possède pas de collatéraux.

## Statut patrimonial et juridique
L'église fait l'objet d'une inscription au titre des monuments historiques par arrêté du 17 juin 1926, en tant que propriété de la commune.

## Mobilier
- Statue Vierge à l'Enfant allaitant (140 cm de hauteur) (XIVe siècle), inscrite à titre objet des monuments historiques en 1979[6].

Présente dans le chœur de l'église, cette statue représente la Vierge Marie avec un unique sein médian allaitant l'enfant Jésus. Le thème de la Vierge à l'Enfant est un thème ancien récurrent qui était déjà représenté sur les catacombes romaines. Ce genre de représentation cherche à affirmer le rôle nourricier et protecteur de l'humanité de la Vierge. Bien que les représentations diffèrent au cours des époques et des localités, en Seine-et-Marne, l'Enfant est représenté assis sur les bras de sa mère. Par cette représentation, on rappelle que l'Enfant est destiné à quitter le monde pour le salut de l'humanité. Le traitement grossier des plis laisse supposer que la statue émane d'un atelier du sud Seine-et-Marne. On remarque notamment un manque d'expressions sur le visage de la Vierge, ainsi la façon maladroite de tenir l'Enfant qui semble être disproportionné par rapport à sa mère.
- Tableau La Prédication de saint Jean-Baptiste (55 × 89 cm) (XVIIe siècle), classé à titre objet des monuments historiques en 1935[8].

Le tableau est peint à l'huile sur un panneau en bois. Il fait figurer Jean le Baptiste en tant que prédicateur. Ce dernier est considéré par les évangélistes comme étant le dernier en date des prophètes. Il est en effet celui qui annonce la venue du Messie et baptise Jésus de Nazareth. Il a été restauré par Dominique Dollé.
- Tableau Crucifixion (71,5 × 57,5 × 2,5 cm) (1er quart du XVIIe siècle), inscrit à titre objet des monuments historiques en 1977[10].
- Bénitier, (22 cm de hauteur) (1644), classé à titre objet des monuments historiques en 1985[11].

Il s'agit d'un bénitier qui a pour particularité d'indiquer la date de fabrication ainsi que le nom de son fabricant « Formager ».
- Bénitier, (25 × 36 × 36 cm) (1766), inscrit à titre objet des monuments historiques en 1977[13].
- Chaire à prêcher, (XVIIIe siècle), inscrite à titre objet des monuments historiques en 1985[14].
- Armoire de sacristie, (225 cm de hauteur) (XVIIIe-XIXe siècle), inscrite à titre objet des monuments historiques en 1985[15].